# ОМШ „Владо Милошевић” Бања Лука
Музичка школа „Владо Милошевић“ налази се у Бањој Луци, у Републици Српској, Босна и Херцеговина.

## Историја
Прича о Музичкој школи у Бањој Луци започиње већ крајем 19. века, за време аустроугарске окупације, када настаје Српско певачко друштво „Јединство" (тада Српско црквено певачко друштво), које 1934. године и оснива прву званичну Музичку школу у Бањој Луци. На инцијативу тадашњег председника, а раније диригента „Једиства“ Душана Умићевића на ванредној скупштини друштва 1. јуна 1934. године донесена је Одлука о отварању Музичке школе.
Школа је имала више одјељења: Почетнички течај, Нижу музичку школу и Средњу музичку школу која је тада имала само три прве наставне године. На програму су били предмети: солфеђо, елементарна теорија и хармонија. Било је предвиђено да се касније као предмети уведу виолончело и контрабас. Школу су могли похађати редовни и ванредни слушаоци, као и они који би школу периодично похађали тзв. „фреквентанти“.
Као утемељивачи школе истичу се Владо Милошевић, уз чије име и рад је ова школа најтјешније повезана од самог почетка, Драга Букинац, професорка клавира и Драган Шајновић, који је од школске 1935/36. године био професор виолине. Први директор школе и уједно наставник виолине и солфеђа био је Владо Милошевић по којем данашња Музичка школа и носи назив. На челу музичке школе, што предратне што послијератне овај неуморни прегалац на музичком пољу задржаће се целу деценију настојећи да код ученика пробуди и развије љубав према музици, али и озбиљан став према музичкој уметности уопште.

### После Другог светског рата
Наставни процес, концертна делатност Музичке школе „Владо Милошевић“ Бања Лука биће само једном прекинути и то за време Другог светског рата. Од Другог светског рата почиње ново раздобље у развоју југословенске уметности уопште, па према томе и музике. У настојању да се уметност приближи народу обнављају се старе и ничу нове културне институције: позоришта, музеји, библиотеке, сликарске и музичке школе. Готово у свим већим градовима НР БиХ од 1945. године оснивају се школе за ширење музичке културе. У то доба уведена је обавезна настава музичког васпитања у све основне и неке средње школе.
Музичка школа у Бањој Луци је обновљена 1946. године. Обновљена школа је имала следеће одсеке: Почетнички — у трајању од једне године, школовао је само редовне ученике; припремала су се музички надарена деца, а поред дечијег солфеђа учила су и елементарне појмове о музици; Нижи — који је трајао три године; Средњи — такође у трајању од три године, баш као и Виши одсјек.
Нижа музичка школа је трајала десет година. Као главни предмети у првој школској 1946/1947. години изучавали су се: виолина, соло певање, хармоника и гитара. У белешкама Владе Милошевића забележено је да се у години оснивања пријавила 602 кандидата. Да би се од почетка, школа поставила на праве темеље приступило се одабирању (ученици који имају смисла за музику, жеље и могућности да се њоме баве) тако је на крају у први разред прве генерације Градске народне музичке школе уписано 229 ученика.

### Средња музичка школа у Бањој Луци
Дуго очекивани, најављивани и припремани доађај у историји музичког школства Босанске Крајине десиће се 1956/57. године када је отворена Средња музичка школа у Бањалуци. Од општеобразовних предмета ученици су слушали између осталог српскохрватски језик, историју, стране језике (немачки, француски, руски), физичко васпитање. Од 1956. године промијењен је назив школе која се од тада звала „Музичка школа у Бањалуци“. У оквиру овог назива дјеловала је Нижа музичка школа у трајању од шест година и четверогодишња Средња музичка школа.

## Одсеци

### Гудачки одсек
На Одсеку гудачких инструмената ученици основне и средње Музичке школе имају могућност похађања наставе виолине, виоле, виолончела и контрабаса. Такође годинама успешно овај Одсек представља Гудачки оркестар основне школе, као и Гудачки оркестар средње школе, којима од школске 2007/2008. године диригује проф. Вања Топић.

### Дувачки одсек
На одсеку дувачких инструмената одвија се настава на инструментима: дрвени дувачи (кларинет, флаута, обоа), лимени дувачи (труба, тромбон, хорна). Посебним успехом сматра се проширење овог одсека увођењем наставе на инструменту обоа који је већ дао одличне резултате што је потврђено како великом заинтересованошћу ученика тако и бројним наградама на различитим такмичењима.

### Клавирски одсек
Већ деценијама највеће интересовање влада за овај одсек који свој квалитет потврђује бројним успесима на државном и међународним такмичењима, али сад већ и значајном броју успешних студената Одсека клавира (Академија уметности Бањалука), који су своје дотадашње знање, али и љубав према овом инструменту управо стекли у Музичкој школи „Владо Милошевић” Бања Лука.

### Одсек хармоника
Овај одсјек је такође бројнији одсјек Музичке школе „Владо Милошевић” који из године у годину потврђује квалитет наставног процеса, али и велики труд и упорност како ученика тако и њихових професора. У оквиру овог Одсјека дјелује и Оркестар хармоника основне школе са диригентом Мирославом Вукелићем и Оркестар хармоника средње школе са диригентом Дамиром Јованићем.

### Одсек гитаре
Одсек за који, нарочито последњих година, влада велико интересовање. Евидентно се повећао број ученика овог одсека, како полазника тако и ученика средње школе који своје умеће показују на бројним такмичењима и фестивалима.

### Одсек соло певања
Наставу на овом одсеку изводи Каролина Михајловић.
Ово је одсек са дугом традицијом у Музичкој школи „Владо Милошевић", присутан је од самог њеног оснивања. Наставу овог одсека похађају ученици средње школе. Квалитет и успешност овог одсека потврђују и некадашњи ученици ове школе, који су сада реномирани уметници. Музичка школа „Владо Милошевић" с поносом може да истакне да су своја прва сазнања о музичкој уметности управо у њеним клупама стекли ученици: Радмила Смиљанић, Дуња Симић, Наташа Јовић-Тривић, Снежана Савичић ... који и данас одржавају како пријатељске тако и професионалне везе са својом некадашњом школом.

## Такмичења
Музичка школа „Владо Милошевић" као дугогодишњи учесник и носилац бројних награда и признања са републичког и савезних такмичења пре рата, али и као музичка школа са најдужом традицијом на овим просторима, на иницијативу директора мр Немање Савића покреће 1994. године такмичење музичких школа Републике Српске.
Од до сада одржаних 14 такмичења, Музичка школа „Владо Милошевић" је 10 пута као домаћин дочекивала такмичаре и професоре из различитих крајева РС чији се број из године у годину повећавао. Своју доминацију Музичка школа „Владо Милошевић" потврђује како највећим бројем учесника на поменутом такмичењу, тако и бројем освојених специјалних и првих награда.
У организацији Музичке школе „ Владо Милошевић „ Бања Лука, као и Града Бања Лука од школске 2007/ 2008. године покреће се још једно такмичење међународног карактера и то пијанистичко такмичење. Оно ће да обухвати пијанисте свих узраста од оних најмлађих (ученике основних музичких школа) па све до студената овог одсека. Такмичење је предвиђено да се одржава у месецу мају.
Поред организовања и учешћа на републичком такмичењу као и такмичењима регионалног типа, ученици Музичке школе „Владо Милошевић" годинама успешно учествују и на такмичењима међународног карактера, где остварују завидне резултате. Успеси таквог вида најбоља су потврда да ученици Музичке школе „Владо Милошевић" високим нивоом музицирања прате своје вршњаке из најпрестижнијих школа овог типа са подручја Републике Србије и шире.
У годишњи календар такмичења уврштена су:
Такмичење хармоникаша Смедерево, Фестивал гудача Сремска Митровица, Такмичеље гудача Ниш, Међународно такмичење виолиниста „Петар Тошков" Београд, Такмичење дрвених гудача Пожаревац, Сусрет младих солфеђиста Пожаревац, Међународни фестивал младих пијаниста Шабац, Отворено такмичење Музичке школе „Даворин Јенко", Међународно такмичење соло пјевача „Лазар Јовановић" Београд
Музичка школа „ Владо Милошевић „ Бања Лука је 2004. године прославила велики јубилеј 70 година од оснивања. Поред бројних концерата, школа је те године издала и своју монографију под називом „Године с песмом „ као и компакт диск са одабраним композицијама у извођењу наших ученика. Поменута монографија чији је аутор Радмила Кулунџија садржи све битније моменте везане за историју Музичке школе „ Владо Милошевић „ Бања Лука, као и бројна сведочанства у виду докумената и фотографија од најстаријих до данашњих дана.

## Концерти
Концерте у МШ "Владо Милошевић" не изводе само ученици , већ и професори. Концерти се одржавају у већници Банског двора (концерти ученика), концертној сали Банског двора (годишњи и полугодишњи концерти ученика и професора) те у концертној сали музичке школе (интерни часови). За сваки концерт се штампају програми.